# يوري بوريسوف
يوري بوريسوف (بالروسية: Юрий Иванович Борисов؛ من مواليد 31 ديسمبر 1956) هو سياسي روسي شغل منصب نائب رئيس وزراء روسيا في عام 2018. من عام 2012 إلى عام 2018 شغل منصب نائب وزير الدفاع، وعُين مديرًا لرسكوزموس منذ منتصف يوليو 2022. حصل على وسام الخدمة للوطن في القوات المسلحة لاتحاد الجمهوريات الاشتراكية السوفياتية.

## السيرة الشخصية
ولد يوري بوريسوف في 31 ديسمبر 1956 في فيشني فولوتشيوك. تخرج من مدرسة سوفوروف العسكرية عام 1974 ومن مدرسة القيادة العليا عام 1978. وفي الثمانينيات درس أيضًا الرياضيات في جامعة موسكو الحكومية التي تخرج منها عام 1985. السيد بوريسوف متزوج ولديه طفلان. لمدة 20 عامًا من عام 1978 إلى عام 1998 تم تجنيده في القوات المسلحة لكل من الاتحاد السوفيتي وروسيا. شغل منصب نائب رئيس الوكالة الفيدرالية للصناعة في أكتوبر 2007 وأصبح نائب وزير الصناعة والتجارة في يوليو 2008. وكان المفوض العسكري الصناعي لروسيا في مارس 2011 واعتبارًا من 12 نوفمبر 2012 بموجب المرسوم الرئاسي، بوريسوف تمت ترقيته إلى منصب نائب وزير الدفاع في الاتحاد الروسي.
في 7 مايو 2018 تم ترشيح بوريسوف لمنصب نائب رئيس الوزراء للدفاع وصناعة الفضاء في مجلس الوزراء الثاني لديمتري ميدفيديف.
في 15 يناير 2020 استقال من عضوية مجلس الوزراء بعد أن ألقى الرئيس فلاديمير بوتين الخطاب الرئاسي أمام الجمعية الفيدرالية، حيث اقترح عدة تعديلات على الدستور. تم الاحتفاظ به في حكومة ميخائيل ميشوستين.
في عام 2021 حصل على وسام جمهورية صربيا.